# Yvonne Gall
Yvonne Gall (París, 6 de marzo de 1885 - 21 de agosto de 1972) fue una soprano francesa.

## Biografía
Gall nació el 6 de marzo de 1885 en París.
Estudió en el Conservatorio de París e hizo su debut en 1908 en la Opera de París, dirigida por André Messager como Woglinde en el estreno en París de El ocaso de los dioses. Se especializó en papeles líricos franceses, particularmente Marguerite, Manon, y Thaïs, aunque también cantó en algunos papeles dramáticos como Tosca, Elsa, y finalmente Isolde.
Cantó en los estrenos de las óperas de Raoul Gunsbourg Le vieil aigle (1909), Le cantique des cantiques (1922) y Lysistrata (1923), y en el estreno americano de L'heure espagnole.
Estuvo casada con el director Henri Büsser.
Falleció el 21 de agosto de 1972 en París.

## Grabaciones
Gall participó en uno de los primeros registros fonográficos de óperas completas realizados por el sello Pathé bajo la dirección de François Ruhlmann con el coro y la orquesta de la Opéra-Comique: Romeo y Julieta (Gounod) (1912). La grabación fue restaurada por Ward Marston para VAI en 1994.